# Arcoppia campinaranensis
Arcoppia campinaranensis är en kvalsterart som först beskrevs av Franklin och Woas 1992.  Arcoppia campinaranensis ingår i släktet Arcoppia och familjen Oppiidae. Inga underarter finns listade i Catalogue of Life.